# General Rodríguez
General Rodríguez – miasto w Argentynie, położone w północnej części prowincji Buenos Aires.

## Opis
Miejscowość została założona w 1878 roku. W mieście jest węzeł drogowy-RP7 i RP28, przebiega też linia kolejowa. 